# Єзекіль
Єзекіль (дав.-гр. Ἐζεκιῆλος, III—II століття до н. е. ) — греко-юдейський драматург часів еллінізму.

## Життєпис
За походженням був євреєм. Щодо дати народження немає відомостей, але умовно її встановлюють як ІІІ-ІІ ст.до н.е. Народився за різними відомостями в Александрії Єгипетській або в Самарії (Палестина). Ймовірно отримав класичну грецьку освіту, що позначилося на його творчості. Вважається, що жив при дворі Птолемеїв.
Імовірно, ставив свої трагедії в еллінізованих містах, щоб не викликати супротив зелотів. З доробку Єзекіля відомо лише про драму «Вихід» (Eksagoge) грецькою мовою, яка описує дії Мойсея та події, пов'язані із звільненням євреїв із єгипетського полону. У цьому творі чітко видно вплив Евріпіда.
Твір написаний ямбічним триметром, описувані події певною мірою відрізняються від біблійних. Це, як вважається було зроблено з метою адаптувати сюжет до сценічної постановки. Драма є унікальним поєднанням біблійної традиції та давньогрецького театру.